# Shabani Christophe Nonda
Shabani Christophe Nonda (francès: Shabani Nonda)  (Bujumbura, 6 de març de 1977) és un exfutbolista de la República Democràtica del Congo, nascut a Burundi, de la dècada de 2000.
Fou internacional amb la selecció de futbol de la República Democràtica del Congo.
Pel que fa a clubs, destacà a FC Zürich, Stade Rennais, AS Monaco, AS Roma i Galatasaray.